# Khairpur Tamewali
Khairpur Tamewali (en ourdou : خیر پور ٹامیوالی) est une ville pakistanaise située dans le district de Bahawalpur, dans la province du Pendjab.
La ville est située au nord-est du district, sur la route et la ligne de chemin de fer entre Bahawalpur et Hasilpur. C'est la sixième plus grande ville du district de Bahawalpur.
La population de la ville a été multipliée par près de quatre entre 1972 et 2017 selon les recensements officiels, passant de 11 318 habitants à 41 420. Entre 1998 et 2017, la croissance annuelle moyenne s'affiche à 2,3 %, semblable à la moyenne nationale de 2,4 %. 
Selon le recensement de 2023, la population de la ville monte à 47 284 habitants.
Près de 79 % des habitants parlent le saraiki, tandis qu'environ 18 % des habitants ont l'ourdou pour langue maternelle, selon la même étude.
Essentiellement musulmane, la ville inclut une petite minorité chrétienne, comptant environ 300 fidèles, ainsi que 140 hindous.
Le taux d'alphabétisation de la ville s'élève à 62 % en 2023 (contre une moyenne nationale de 61 %), dont 67 % pour les hommes et 56 % pour les femmes.
|            | 1972 (rec.) | 1981 (rec.) | 1998 (rec.) | 2017 (rec.) | 2023 (rec.) |
| ---------- | ----------- | ----------- | ----------- | ----------- | ----------- |
| Population | 11 318      | 16 077      | 26 854      | 41 420      | 47 284      |